# Tichorieck
Tichorieck (ros. Тихорецк) – miasto w Rosji, w Kraju Krasnodarskim, siedziba administracyjna rejonu tichorieckiego. W 2021 roku liczyło ok. 56 tys. mieszkańców. Ośrodek przemysłu maszynowego, spożywczego, lekkiego i materiałów budowlanych; węzeł kolejowy. W mieście znajdują się: muzeum historyczno-krajoznawcze i zabytkowy dworzec kolejowy z 1886 roku.
Od sierpnia 1991 roku stacjonuje tu 627 Gwardyjski Szkolny Tarnopolski Pułk Lotniczy odznaczony orderem Kutuzowa.

## Historia
Miejscowość została założona jako osada przy utworzonej w 1874 roku stacji Tichorieckaja (Kolej Władykaukaska). Prawa miejskie zostały nadane w 1926 roku.

## Demografia
- 2010 – 61 825[5]
- 2021 – 56 262[1]